# WASTE

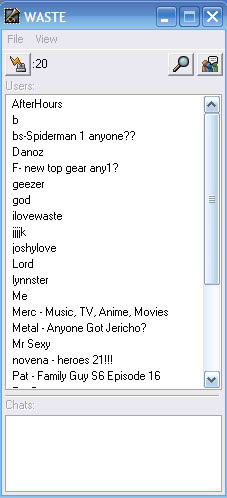
Screenshot des anonymen Filesharing-Netzwerks ru:WASTE

WASTE (auch W.A.S.T.E.) ist ein freies Peer-to-Peer-Filesharing-Programm, das 2003 von Justin Frankel bei Nullsoft entwickelt wurde. Es bietet außerdem Instant Messaging, Chatrooms und Datei-Browsing.
Jeder Nutzer kann Ordner freigeben; andere Benutzer können global alle Ordner nach Begriffen durchsuchen oder auch einen Benutzer wählen, um dessen Freigaben zu erkunden. Die Kommunikation zwischen den Hosts des Netzwerkes läuft verschlüsselt ab. (Die Authentifizierung und der Austausch der Sitzungsschlüssel erfolgt mittels des asymmetrischen Verschlüsselungsverfahrens RSA, die eigentliche Verbindung wird über den symmetrischen Verschlüsselungsalgorithmus Blowfish verschlüsselt.)
WASTE wurde 2003 von Nullsoft-Mitarbeitern unter der GPL veröffentlicht.
Später wurde die Downloadseite zunächst auf Veranlassung von AOL vom Netz genommen und kurz danach durch einen Warnhinweis ersetzt, dass das Programm illegal veröffentlicht worden sei.
Der rechtliche Status von WASTE ist seitdem unklar.
WASTE arbeitet vollkommen unabhängig von zentralen Servern und ist trotz Beta-Status sehr stabil und effizient. Nachfolger mit ähnlichen Funktionen sind CSpace und Turtle F2F, die ebenso dezentral, also ohne Server, arbeiten, zudem aber insbesondere im Fall von Turtle-Netzwerken das Weiterleiten von Dateien auch über mehrere Freunde zulassen.
Der Name W.A.S.T.E. (Abkürzung für: We Await Silent Tristero’s Empire) ist dem Roman Die Versteigerung von No. 49 (englisch: The Crying of Lot 49) von Thomas Pynchon entlehnt, in dem ein geheimer Post-Dienst gleichen Namens beschrieben wird.